# 요하니타 스콜츠
요하니타 스콜츠(아프리칸스어: Johanita Scholtz, 2000년 1월 25일 ~ )는 남아프리카 공화국의 여자 배드민턴 선수이다.
2024년 하계 올림픽 배드민턴 여자 단식 H조 경기에서 대한민국의 김가은에게 2-0으로 패했다.